# 佩代里·阿帕德
佩代里·阿帕德（匈牙利語：Pédery Árpád，1890年2月1日—1914年10月21日），生于布达佩斯，匈牙利男子竞技体操运动员。他曾获得1912年夏季奥运会体操比赛男子团体全能银牌。他曾加入奥匈帝国军队，并在第一次世界大战期间牺牲。